# Wolfgang Brauer (Pädagoge)
Wolfgang Brauer (* 17. April 1925 in Callenberg; † 12. Februar 2022 in Rostock) war ein deutscher Pädagoge, Fachdidaktiker und Hochschullehrer.

## Leben
Nach Teilnahme als Soldat am Zweiten Weltkrieg und Ausbildung zum Neulehrer nach Kriegsende, studierte Wolfgang Brauer von 1948 bis 1951 Pädagogik, Deutsch und Englisch an der Universität Leipzig. Von 1951 bis 1956 war er Dozent und Studiendirektor an der Arbeiter-und-Bauern-Fakultät der Universität Leipzig. 1956 wurde er Dozent an der Arbeiter-und-Bauern Fakultät der Universität Rostock, 1963	wissenschaftlicher Mitarbeiter und Fachbereichsleiter am Institut für Pädagogik/Germanistisches Institut der Universität Rostock. Von 1968 bis 1974 war er zunächst Hochschuldozent für Methodik des Deutschunterrichts und dann von 1974 bis zu seinem Ruhestand 1990 Professor für die Methodik des Deutschunterrichts an der Sektion Sprach- und Literaturwissenschaft der Universität Rostock. Von 1976 bis 1989 war Brauer Rektor der Universität Rostock.